# Tour of Antalya 2018
Die 1. Ausgabe der Tour of Antalya fand vom 22. bis 25. Februar 2018 statt. Es war Teil der UCI Europe Tour 2018 in Kategorie 2.2. Das Rennen gewann der Russe Artjom Owetschkin, der auch die dritte Etappe gewonnen hat.

## Etappen
Diese Tour of Antalya wurde in vier Etappen ausgetragen.
| Etappe    | Datum    | Etappenorte                   | type                 | Länge (km) | Etappensieger     | Gesamtführender   |
| --------- | -------- | ----------------------------- | -------------------- | ---------- | ----------------- | ----------------- |
| 1. Etappe | 22. Feb. | Antalya – Antalya             | Mittelschwere Etappe | 155,6      | Matteo Moschetti  | Matteo Moschetti  |
| 2. Etappe | 23. Feb. | Antalya – Antalya             | Mittelschwere Etappe | 118,3      | Wim Kleiman       | Wim Kleiman       |
| 3. Etappe | 24. Feb. | Feslikan Dere – Feslikan Dere | Hochgebirgsetappe    | 32,5       | Artjom Owetschkin | Artjom Owetschkin |
| 4. Etappe | 25. Feb. | Side – Lara                   | Hügelige Etappe      | 144,2      | Matteo Moschetti  | Artjom Owetschkin |

### Gesamtwertung
| \| Gesamtwertung \| Gesamtwertung \| Gesamtwertung \| Gesamtwertung \| Gesamtwertung \| \| Fahrer \| Fahrer \| Land \| Team \| Zeit \| \| ------------- \| ------------------- \| ------------- \| ----------------------------- \| ---------------- \| \| 1. \| Artjom Owetschkin \| Russland \| Marathon-Tula \| 11 h 07 min 59 s \| \| 2. \| Cristian Răileanu \| Moldau \| Torku Şekerspor \| + 24 s \| \| 3. \| Awet Habtom \| Eritrea \| Polartec-Kometa \| + 46 s \| \| 4. \| Edoardo Zardini \| Italien \| Wilier Triestina-Selle Italia \| + 50 s \| \| 5. \| Wim Kleiman \| Niederlande \| Monkey Town Continental \| + 1 min 02 s \| \| 6. \| Johannes Schinnagel \| Deutschland \| Tirol Cycling Team \| + 1 min 05 s \| \| 7. \| Ilia Koshevoy \| Belarus \| Wilier Triestina-Selle Italia \| + 1 min 11 s \| \| 8. \| Kevin De Jonghe \| Belgien \| Tarteletto-Isorex \| + 1 min 18 s \| \| 9. \| Szymon Rekita \| Polen \| Leopard Pro Cycling \| + 1 min 40 s \| \| 10. \| Benjamin Brkic \| Österreich \| Tirol Cycling Team \| + 1 min 45 s \| |                     |             |                               |                  |
| |                     |             |                               |                  |
| Quelle: ProCyclingStats |                     |             |                               |                  |
| Gesamtwertung |                     |             |                               |                  |
| Fahrer | Fahrer              | Land        | Team                          | Zeit             |
| 1. | Artjom Owetschkin   | Russland    | Marathon-Tula                 | 11 h 07 min 59 s |
| 2. | Cristian Răileanu   | Moldau      | Torku Şekerspor               | + 24 s           |
| 3. | Awet Habtom         | Eritrea     | Polartec-Kometa               | + 46 s           |
| 4. | Edoardo Zardini     | Italien     | Wilier Triestina-Selle Italia | + 50 s           |
| 5. | Wim Kleiman         | Niederlande | Monkey Town Continental       | + 1 min 02 s     |
| 6. | Johannes Schinnagel | Deutschland | Tirol Cycling Team            | + 1 min 05 s     |
| 7. | Ilia Koshevoy       | Belarus     | Wilier Triestina-Selle Italia | + 1 min 11 s     |
| 8. | Kevin De Jonghe     | Belgien     | Tarteletto-Isorex             | + 1 min 18 s     |
| 9. | Szymon Rekita       | Polen       | Leopard Pro Cycling           | + 1 min 40 s     |
| 10. | Benjamin Brkic      | Österreich  | Tirol Cycling Team            | + 1 min 45 s     |